# Anderstorp 4-timmars

Scandinavian Raceway.

Anderstorp 4-timmars var en långdistanstävling för sportvagnar som kördes på Scandinavian Raceway i svenska Anderstorp.

## Historia
Genom åren har det hållits flera stora internationella sportvagnslopp på racerbanan på den småländska torvmossen.

## Vinnare
| År        | Förare                             | Bil                  | Distans        | Mästerskap                         |                |
| --------- | ---------------------------------- | -------------------- | -------------- | ---------------------------------- | -------------- |
| 1968      | Joakim Bonnier                     | Lola T70 – Chevrolet | 1 timme        |                                    |                |
| 1969      | Leo Kinnunen                       | Porsche 908          |                | Nordic Challenge Cup               |                |
| 1970      | Joakim Bonnier                     | Lola T210 – Ford     | 200 miles      | Sportvagns-EM                      |                |
| 1971-1993 | Inga tävlingar                     | Inga tävlingar       | Inga tävlingar | Inga tävlingar                     | Inga tävlingar |
| 1994      | Johan Rajamäki                     | Footwork FA12 - Judd |                | Interserie                         |                |
| 1995      | Michel Ferté Olivier Thévenin      | Ferrari F40 GTE      | 4 timmar       | BPR Global GT Series               |                |
| 1996      | Anders Olofsson Luciano della Noce | Ferrari F40 GTE      | 4 timmar       | BPR Global GT Series               |                |
| 1997      | Ingen tävling                      | Ingen tävling        | Ingen tävling  | Ingen tävling                      | Ingen tävling  |
| 1998      | Emmanuel Collard Vincenzo Sospiri  | Ferrari 333 SP       | 2,5 timmar     | International Sports Racing Series |                |
| 1999-2000 | Inga tävlingar                     | Inga tävlingar       | Inga tävlingar | Inga tävlingar                     | Inga tävlingar |
| 2001      | Elmar Grimm                        | Porsche 911 GT2      |                | Euro GT Series                     |                |
| 2002      | Andrea Piccini Jean-Denis Deletraz | Ferrari 550          | 500 km         | FIA GT Championship                |                |
| 2003      | Jamie Campbell-Walter Nathan Kinch | Lister Storm LMP     | 500 km         | FIA GT Championship                |                |